# Kimberley Santos
Kimberley Santos (Guam, 21 agosto 1961) è una modella statunitense, vincitrice del concorso di bellezza Miss Mondo 1980.

## Biografia
Kimberley Santos è stata incoronata trentesima Miss Mondo, dopo la rinuncia della tedesca Gabriella Brum, prima vincitrice eletta. È stata la seconda Miss Mondo statunitense dopo Marjorie Wallace nel 1973, ma la prima Miss Guam a vincere il concorso.